# Алмазов, Алексей Дмитриевич
Алексе́й Дми́триевич Алма́зов (6 [18] января 1885, Херсон — 13 декабря 1936, Луцк) — офицер-артиллерист Русской императорской армии, затем — украинский офицер, генерал-хорунжий (1921) армии Украинской народной республики (УНР).

## Биография
Православного вероисповедания. Родился в Херсоне (по другой версии — в селе Владимировка Херсонского уезда), в семье чиновника корпуса лесничих Дмитрия Андреевича Алмазова, служившего при губернском Правлении помощником херсонского лесничего, и законной жены его Ксении Алексеевны Алмазовой, урождённой Назаренко.
Детство прошло в Херсоне. В Тифлисе, куда был переведен его отец, окончил реальное училище.

### Русский офицер
12 августа 1905 года вступил в службу вольноопределяющимся 2-го разряда и был направлен на учёбу в Москву, в Алексеевское пехотное юнкерское училище, полный курс которого окончил в 1907 году по 1-му разряду. 14.06.1907 был произведен из портупей-юнкеров в подпоручики (со старшинством в чине с 24.03.1906) и выпущен в Либавскую крепостную артиллерию. В 1907 году прошёл переподготовку в Санкт-Петербурге, при Михайловском артиллерийском училище, выдержав испытание для перевода в артиллерию.
На январь 1910 года — подпоручик Либавской крепостной артиллерии.
3 сентября 1910 года, за выслугу лет, был произведен в поручики (со старшинством с 24.03.1910).
В 1911 году был переведен в Ковенскую крепостную артиллерию. С 30 октября 1911 года был на должности старшего офицера 2-й роты.
На январь 1914 года — поручик, старший офицер 2-й роты Ковенской крепостной артиллерии; не женат. С 1 сентября 1913 года был командирован на учёбу на Санкт-Петербургский орудийный завод для прохождения при заводской лаборатории одногодичного курса по электротехнике.
Участник Первой мировой войны. С началом военных действий возвратился в свою часть (в Ковенскую крепость), где и находился до сдачи крепости немцам 18 августа 1915 года, после двухнедельного осадного положения и последующего десятидневного штурма. В декабре 1914 года был произведен в штабс-капитаны.
После отступления из Ковенской крепости назначен на службу в создаваемую с ноября 1915 года, из остатков расформированных осадных и крепостных артиллерийских частей, 11-ю тяжелую полевую артиллерийскую бригаду.
За невыполнение, по нерадению, приказаний начальства (в крепости Ковно, в период с декабря 1914 по 4 августа 1915 года, и на станции Гомель 22 августа 1915 года), штабс-капитан Алмазов, по результатам расследования, проведенного в разведывательном отделении Западного фронта, 19 июня 1916 года был арестован, посажен на гауптвахту и предан 1-му общему корпусному суду 10-й Армии. Суд признал его виновным и присудил к отдаче на один год в исправительные арестантские отделения. По конфирмации приговора Главнокомандующим армиями Западного фронта арестантские отделения были заменены заключением в крепости на два месяца, с отложением наказания после войны.
Освобождённый из-под ареста штабс-капитан Алмазов продолжал службу в 1-м дивизионе 11-й тяжелой полевой артиллерийской бригады 10-й Армии. После расформирования в мае 1917 года этой бригады был переведен в 53-й отдельный тяжёлый полевой артиллерийский дивизион, сформированный из 1-го дивизиона 11-й тяжелой полевой артиллерийской бригады.
Приказом Временного Правительства Армии и Флоту от 15 июня 1917 года штабс-капитан Алмазов был произведен в капитаны (со старшинством с 18.03.1917).
В июле 1917 года, в составе своего дивизиона, принимал участие в неудачном наступлении войск 10-й Армии под Крево.
Последний чин Алексея Алмазова в Русской армии — капитан.
В декабре 1917 года, после Октябрьской революции в Петрограде, оставив службу в Русской армии, прибыл из Западного фронта (из Белоруссии) в Киев, в распоряжение украинской Центральной Рады.

### Украинский офицер
С января 1918 года Алексей Алмазов — в составе военизированных формирований украинской Центральной Рады.
В конце январе — начале феврале 1918 года, командуя артиллерийским подразделением (отдельной конной батареей из 4-х 76-мм горных пушек), принимал участие в отражении наступления на Киев красногвардейских формирований Советской России под командованием бывшего русского офицера Михаила Муравьёва.
В середине февраля 1918 года, под Бердичевом, в бою с красногвардейскими формированиями, был ранен в ногу.
В марте 1918 года его батарея была реорганизована в конно-горный артиллерийский дивизион Отдельной Запорожской дивизии войск Украинской народной республики (УНР) и этим дивизионом Алексей Алмазов командовал до конца боевых действий (до конца 1920 года). По фамилии своего командира дивизион получил неофициальное наименование «Алмазовцы». Зачастую, из-за отсутствия артиллерийских боеприпасов, дивизион использовался в боях как конница.
В марте — апреле 1918 года дивизион участвовал в освобождении от большевиков городов Лубны, Хорол, Полтава, участвовал в походе в Крым.
С мая 1918 года, во время правления гетмана Павла Скоропадского, Отдельный конно-горный артиллерийский дивизион под командованием сотника Алмазова охранял восточные рубежи Украинской державы в районе Сватово—Белокуракино—Старобельска.
Алексей Алмазов командовал своим дивизионом и в составе Действующей армии восстановленной Украинской народной республики под управлением Директории УНР. В 1919 году — участник успешного наступления войск армии УНР на Вапнярку, боёв за Каменец-Подольский, Шатаву, Дунаевцы, Проскуров, Летичев, Винницу, Киев.
Участник Первого Зимнего похода 1919—1920 годов.
Участник советско-польской войны на стороне поляков в составе армии УНР. В 1920 году участвовал в боях за Могылив, Ушицу, Дунаевцы, Копычинцы, Галич, в боевых действиях против Таращанской бригады 44-й стрелковой дивизии Красной армии РСФСР на Шумщине, в оборонительных боях на Тернопольщине. В 1920 году имел чин полковника армии УНР.
В конце ноября 1920 года, по окончании боевых действий, вместе с дивизионом был интернирован в польских лагерях возле Кракова.
3 августа 1921 года Правительством УНР в изгнании был произведен в чин генерал-хорунжего армии УНР.

### Эмигрант
С 1923 года работал помощником маркшейдера на угольной шахте общества «Сатурн» в Силезии. Женился на немке Терезии Кохель, бывшей сестре милосердия своего дивизиона.
В 1925 году переехал в Чехословакию, где в 1926 году поступил на гидротехническое отделение Украинской экономической академии в Подебрадах; в 1930 году получил диплом инженера-гидротехника.
В 1930 году переехал в Луцк (в то время — в составе Польской республики, административный центр Волынского воеводства). Работал, по контракту, консультантом в Отделе сельского хозяйства и сельскохозяйственных реформ Офиса Воеводства Волынского.
Скоропостижно скончался 13 декабря 1936 года в Луцке.
15 декабря 1936 года, при большом стечении народа и после отправления панихид, усопший Алексей Алмазов был похоронен в центре Луцка, на небольшом кладбище возле православной церкви. В годы советской власти кладбище было закрыто, в 1970-х годах могилы, в том числе и генерала Алмазова, были снесены. В 1990-е годы на месте бывшего кладбища, где был похоронен Алексей Алмазов (ныне это сквер имени генерала Алмазова), предположительно — на месте его захоронения, установлен памятный знак.

## Награды
Российской империи:
- Медаль «В память 300-летия царствования дома Романовых» (1913)
- Орден Святого Станислава 3-й степени (ВП от 29.06.1915)
- Орден Святой Анны 3-й степени (ВП от 29.06.1916)

Украинской народной республики:
- Знак отличия «Железный крест „За Зимний поход и бои“» (1921)
- Знак отличия «Крест Симона Петлюры» (1936)

## Память
- В 2016 году именем генерала Алмазова названы (переименованы) улицы в Киеве, Луцке, Львове, Сумах, Херсоне и в других населённых пунктах Украины.